# Romeu Zema
Romeu Zema Neto (Araxá, 28 de octubre de 1964) es un empresario brasileño y actual gobernador del estado de Minas Gerais.

## Biografía
Zema nació en Araxá, Minas Gerais en 1964, hijo del empresario Ricardo Zema y nieto de Domingos Zema, quien fundó Grupo Zema, la empresa que ahora dirige Romeu Zema.
Zema ingresó al Partido Nuevo (NOVO) en 2018 y presentó su candidatura para postularse para gobernador del estado de Minas Gerais. Terminó en primer lugar en la primera vuelta de las elecciones, obteniendo el 42% de los votos, mientras que el candidato en segundo lugar Antonio Anastasia (PSDB) logró el 29% de los votos; el gobernador en ejercicio Fernando Pimentel, que buscaba la reelección, no pudo llegar a la segunda vuelta celebrada el 28 de octubre de 2018.
Zema fue elegido gobernador de Minas Gerais en la segunda vuelta con el 71% de los votos, frente al 28% de Anastasia. Es el primer candidato de NOVO en ganar una elección para gobernador en Brasil desde que el partido se registró formalmente en 2015.